# ラトビアとポーランドの関係
ラトビアとポーランドの関係（ラトビアとポーランドの関係）では、ラトビアとポーランドの関係について述べる。ポーランドは、1921年1月27日、ラトビアの独立を認めた。ソビエト連邦の崩壊後、両国は1991年8月30日に外交関係を再構築した。現在、ラトビアには約57,000人のポーランド人が住んでいる。
両国は、 NATO 、欧州連合、 OECD 、 OSCE 、ブカレストナイン、三海洋イニシアチブ、欧州評議会、バルト海諸国理事会、およびHELCOMの加盟国である。
ポーランド空軍は、ラトビアを含むバルト諸国の空域を守るために、NATOバルト航空ポリシングミッションに参加している。 2017年以来、ポーランド軍の派遣団は、 NATOの強化された前方プレゼンス防衛軍の一部としてラトビアに駐留している。

## 外交使節団
- ラトビア大使館はワルシャワに所在。
- ポーランド大使館はリガに所在。

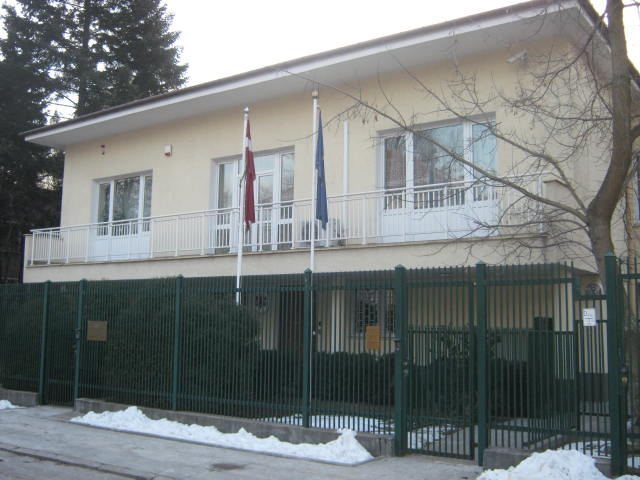
ワルシャワのラトビア大使館
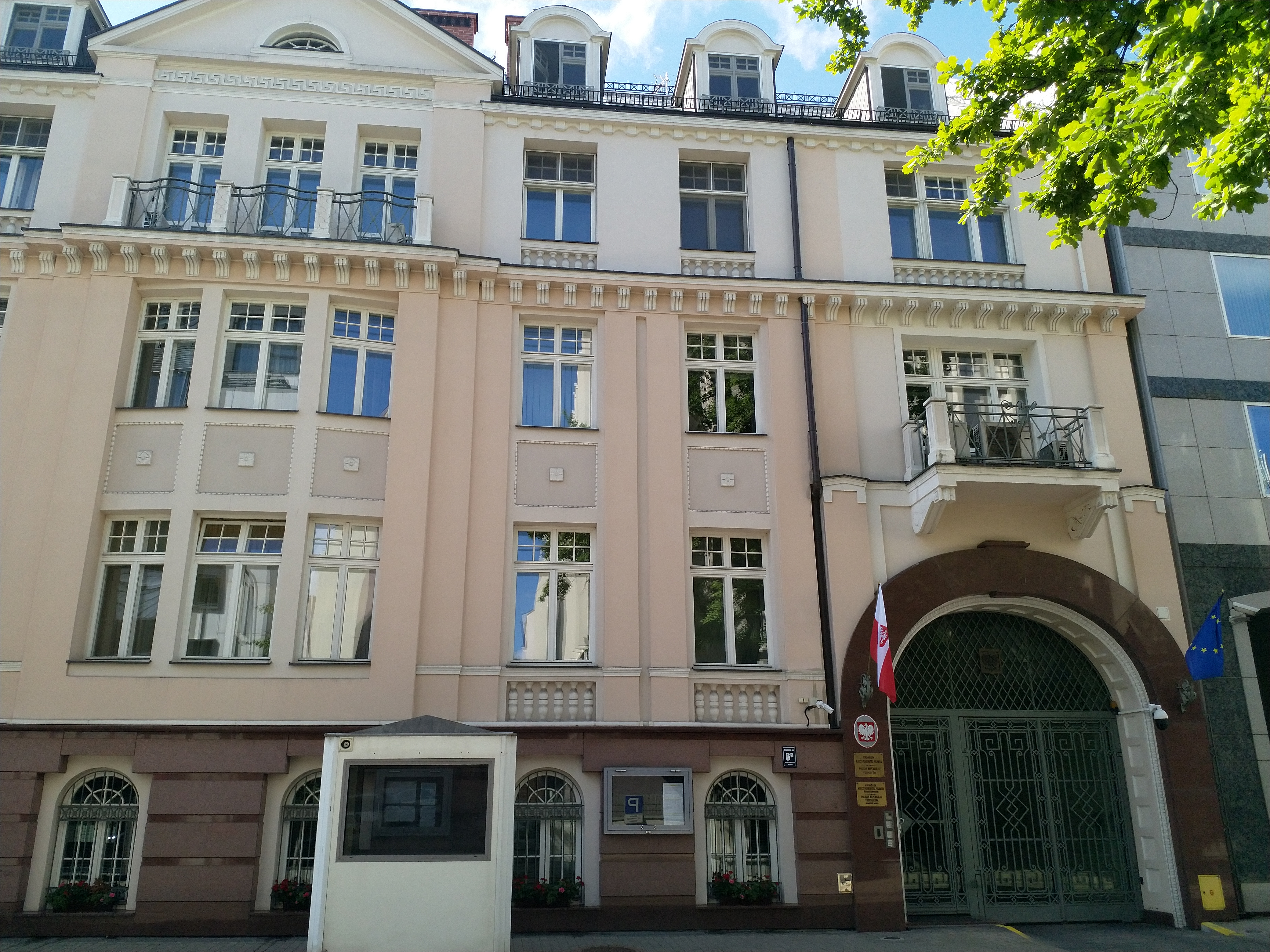
リガのポーランド大使館
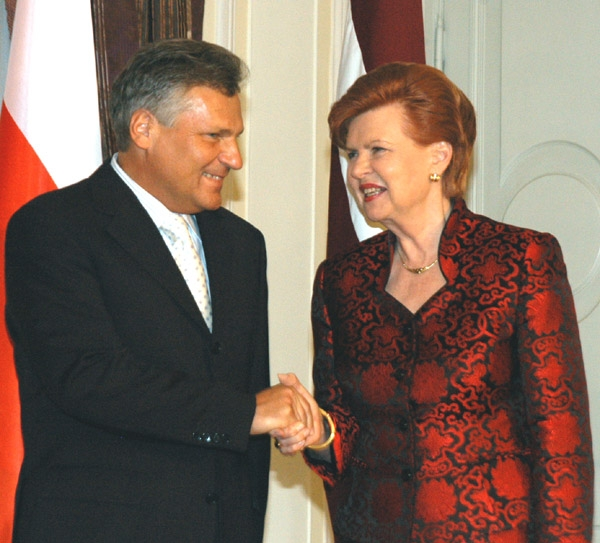
2005年にラトビアを公式訪問した際のポーランド大統領アレクサンデルクワニエフスキとラトビアヴァイラヴィーチェフライベルガ大統領
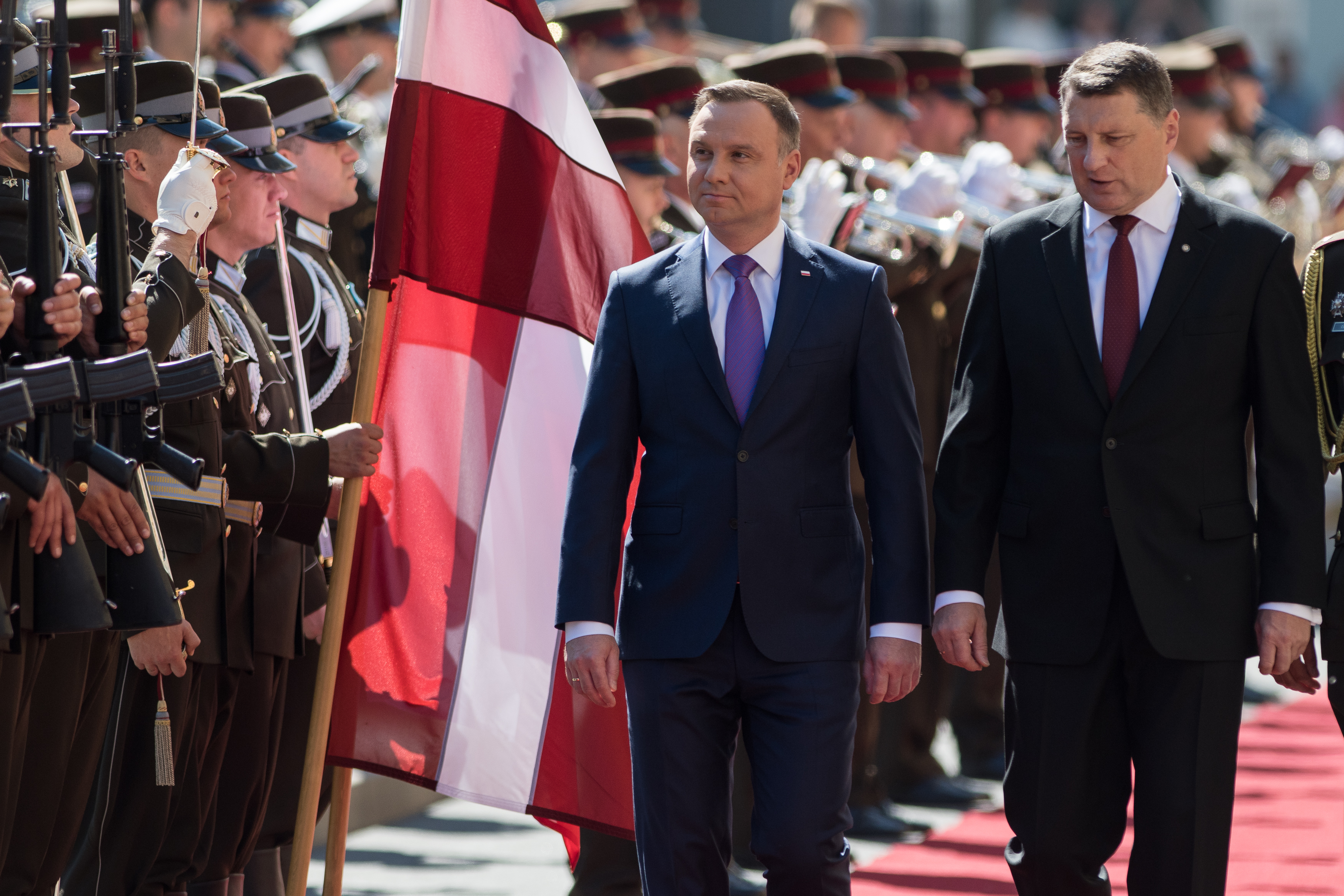
2018年にラトビアを公式訪問した際のポーランド大統領アンジェイドゥダとラトビアライモンツヴェヨニス大統領